# Rue Notre-Dame-de-Recouvrance
Rue Notre-Dame-de-Recouvrance är en gata i Quartier de Bonne-Nouvelle i Paris andra arrondissement. Gatan är uppkallad efter Notre-Dame-de-Recouvrance, ett tidigare namn på kyrkan Notre-Dame-de-Bonne-Nouvelle. Rue Notre-Dame-de-Recouvrance börjar vid Rue Beauregard 1 och slutar vid Boulevard de Bonne-Nouvelle 37.

## Omgivningar
- Notre-Dame-de-Bonne-Nouvelle
- Square Jacques-Bidault
- Rue Notre-Dame-de-Bonne-Nouvelle
- Rue Poissonnière
- Rue de la Lune
- Rue de la Ville-Neuve
- Rue Thorel
- Rue des Degrés

## Bilder
| - Gatuskylt. - Kyrkan Notre-Dame-de-Bonne-Nouvelle. - Square Jacques-Bidault. |

## Kommunikationer
- Tunnelbana – linjerna   – Bonne-Nouvelle
- Busshållplats Poissonnière – Bonne-Nouvelle – Paris bussnät, linjerna 20 39

### Webbkällor
- ”Rue Notre-Dame-de-Recouvrance”. Mairie de Paris. https://web.archive.org/web/20160303174303/http://www.v2asp.paris.fr/commun/v2asp/v2/nomenclature_voies/Voieactu/6777.nom.htm. Läst 22 juli 2022.
- ”Rue Notre-Dame-de-Recouvrance (2ème arrondissement)”. Les rues de Paris. https://web.archive.org/web/20180213173830/http://www.parisrues.com/rues02/paris-02-rue-notre-dame-de-recouvrance.html. Läst 22 juli 2022.